# Kodeks Jōei
Kodeks Jōei (jap. 貞永式目 Jōei shikimoku), właściwie Kantō goseibai shikimoku (jap. 関東御成敗式目) – prosty zbiór zasad administracyjnych i przepisów, którymi mieli się kierować bezpośredni wasale (gokenin) służący siogunowi. 
Kodeks został sformułowany w 1232 roku przez ród Hōjō. Ogłoszono go 27 sierpnia owego roku. Była to pierwsza próba kodyfikacji zwyczajowego „prawa feudalnego” w Japonii. Został oparty na zasadzie konieczności ochrony interesów instytucji religijnych i posiadaczy dworskich. Zobowiązywał arystokrację wojskową do przestrzegania przepisów prawa shōenów i posłuszeństwa wobec wyższej władzy. Szczegółowo określał obowiązki gubernatorów wojskowych (shugo) i komisarzy majątków ziemskich (jitō) oraz funkcje urzędów działających w okresie Kamakura.